# Ayaka Sasaki
Ayaka Sasaki (佐々木 彩夏?, Sasaki Ayaka; Kanagawa, 11 giugno 1996) è un'idol giapponese.
Soprannominata Ārin, dal 2008 è membro del gruppo musicale Momoiro Clover Z.

## Discografia
- 2011 - Battle and Romance
- 2013 - 5th Dimension
- 2016 - Amaranthus
- 2016 - Hakkin no yoake

## Filmografia

### Film
- Death Note - Il film - L'ultimo nome, regia di Shūsuke Kaneko (2006)[1]
- Yoshimoto Director's 100 "Boku to Takeda-kun" (YOSHIMOTO DIRECTOR'S 100「ボクとタケダくん」?) - cortometraggio, regia di Kanpei Hazama (2007)[1]
- Shirome (シロメ?), regia di Kōji Shiraishi (2010)[2]
- Shimin Police 69 (市民ポリス69?, Shimin Porisu 69), regia di Ryūichi Honda (2011)[3]
- Momodora (ももドラ momo+dra?) - film collettivo di 5 episodi distribuito via web, regia di Atsunori Sasaki (2011)[4]
- Ninifuni - cortometraggio direct-to-video, regia di Tetsuya Mariko (2012)[5][6]
- I Cavalieri dello zodiaco: La leggenda del Grande Tempio (聖闘士星矢 Legend of Sanctuary?,  Saint Seiya: Legend of Sanctuary), regia di Keiichi Satō (2014)[7] - voce di Lady Isabel
- Maku ga agaru (幕が上がる?), regia di Katsuyuki Motohiro (2015)[8]

### Serie televisive
- Niji no kanata (虹のかなた?) – serie TV,(2004)
- Hungry! (ハングリー！?, Hangurī!) – serie TV, (2012)